# Celis White
Celis White is een Belgisch witbier van hoge gisting.
Het bier wordt gebrouwen in Brouwerij Van Steenberge te Ertvelde.
Het is een stroblond troebel witbier met een alcoholpercentage van 5%. Het wordt gebrouwen (onder licentie) volgens het originele recept van Pierre Celis, brouwer van Hoegaarden. Dit bier werd in 1992 voor de eerste maal gebrouwen in de Celis brewery te Austin (Texas). Het mocht overal op de markt gebracht worden behalve in de VS. In juni 2012 kreeg Christine Celis, de dochter van Pierre, de merknaam Celis Brewery terug in handen. Nog datzelfde jaar wil ze in Austin terug Celis White volgens het oorspronkelijke recept brouwen.